# Soudobrasage
Le soudobrasage est un procédé de brasage fort dans lequel le joint soudobrasé est obtenu de proche en proche, par une technique opératoire analogue à celle du soudage par fusion, mais sans aucune action capillaire comme dans le brasage, ni fusion du métal de base. La température de fusion du métal ou de l'alliage d'apport est inférieure à celle du métal de base, mais supérieure à 450 °C.
L'opération de soudobrasage est une opération de brasage, à la seule condition qu'il y a une préparation des bords, comme une soudure classique (type EE). C’est une opération d'assemblage sans distinction entre l'homogénéité et l'hétérogénéité de l'ensemble.